# 1882 w sztukach plastycznych
Wydarzenia w sztukach plastycznych i wizualnych w 1882 roku.

## Malarstwo

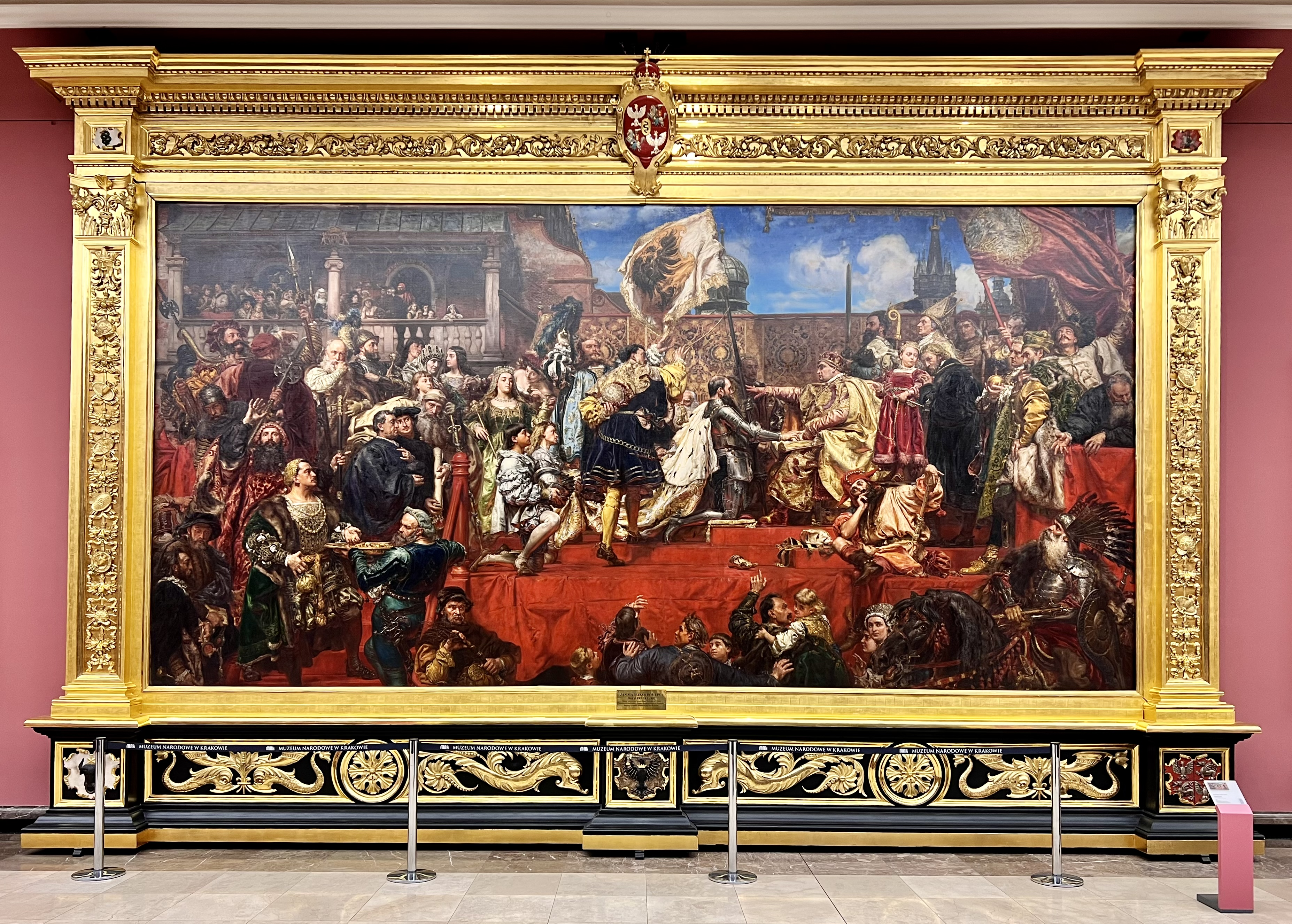
Jan Matejko, Hołd pruski

- Tadeusz Ajdukiewicz

Artyleria konna austriacka – olej na płótnie, 77x65 cm
- Józef Chełmoński

Kozak – olej na płótnie, 25,7 × 16,5 cm
Zima w Polsce – olej na płótnie, 36,8x74,9 cm
- Aleksander Gierymski

W altanie
- Vincent van Gogh

Na plaży w Scheveningen (sierpień, Scheveningen) – olej na papierze i kartonie, 34,5x51 cm
Loteria państwowa (wrzesień, Haga) – akwarela, 38x57 cm
- Jacek Malczewski

Wigilia na Syberii
Śmierć Ellenai
- Jan Matejko

Hołd pruski
- Camille Pissarro

Żniwa
- Henrique Pousão(inne języki)

Esperando o Sucesso – olej płótnie, 131,5 × 83,5 cm
- Auguste Renoir

Portret Charles'a i Georges'a Durand-Ruelów
Plac Świętego Marka, Wenecja
Kąpiąca się blondynka

## Rysunek
- Vincent van Gogh

Siewca (grudzień, Haga) – ołówek, pędzel i tusz, 60x40 cm

## Urodzeni
- 2 stycznia - Anna Gramatyka-Ostrowska, (zm. 1958), polska malarka i graficzka

## Zmarli
- 8 lipca - Hablot Knight Browne (ur. 1815), brytyjski rytownik i ilustrator
- 22 września - Katarina Ivanović (ur. 1811), serbska malarka
- 25 października - Emma Stebbins (ur. 1815), amerykańska rzeźbiarka
- 25 grudnia - Bernhard Afinger (ur. 1813), niemiecki rzeźbiarz